# Neptis agathyllis
Neptis agathyllis är en fjärilsart som beskrevs av Hans Fruhstorfer 1908. Neptis agathyllis ingår i släktet Neptis och familjen praktfjärilar. Inga underarter finns listade i Catalogue of Life.